# Autour du Pacifique avec Michael Palin
Autour du Pacifique avec Michael Palin est le titre d'une série documentaire produite par le British Broadcasting Corporation en 1997. Présentée par Michael Palin, célèbre de Monty Python's Flying Circus, Autour du Pacifique était l'une des séries d'émissions dans lesquelles Palin fit des voyages épiques autour du monde.
La série relata un voyage d'une année, réalisé par Palin et par une équipe de tournage sur les rives de l'Océan Pacifique en 1995, commençant sur les Îles Diomède entre l'Alaska et la Russie au milieu du Détroit de Béring. L'intention était de faire le voyage complet autour du Pacifique et de revenir aux Îles Diomède, mais en raison du mauvais temps, il ne parvint pas à mettre le pied sur les Îles à la fin du périple. Il était à moins de 2 milles du but. Palin voyagea à travers la Russie, le Japon, la Corée du Sud (avec une visite très brève en Corée du Nord), la Chine, le Viêt-nam, les Philippines, l'Indonésie, l'Australie, la Nouvelle-Zélande, le Chili, la Bolivie, le Pérou, la Colombie, le Mexique, les États-Unis et le Canada.
Palin écrivit aussi un livre basé sur la série, publié simultanément avec la première émission de la série. Un livre séparé des photographies prises pendant le voyage a aussi été publié.